# Ciemiernik

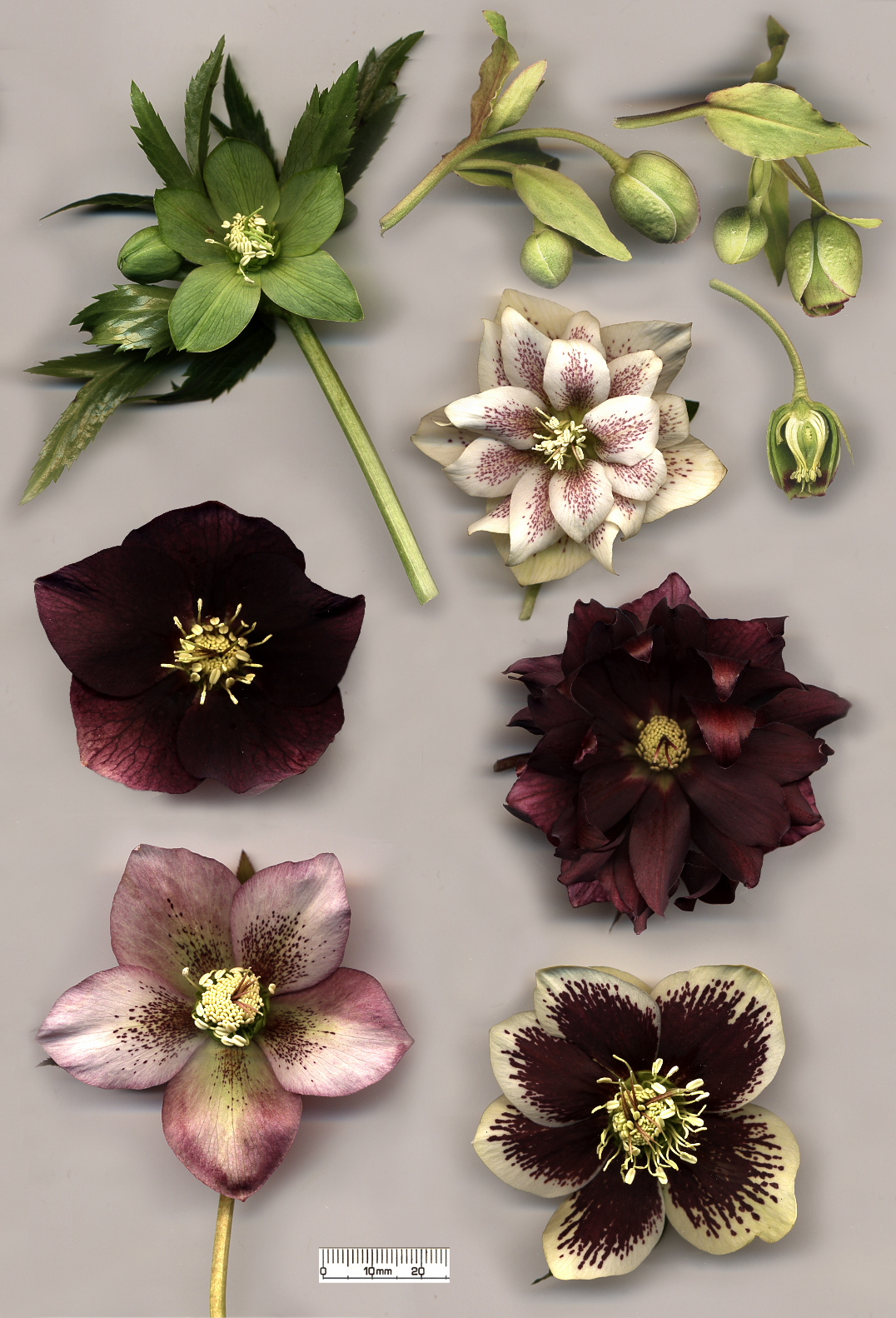
Kwiaty różnych gatunków i odmian ciemiernika

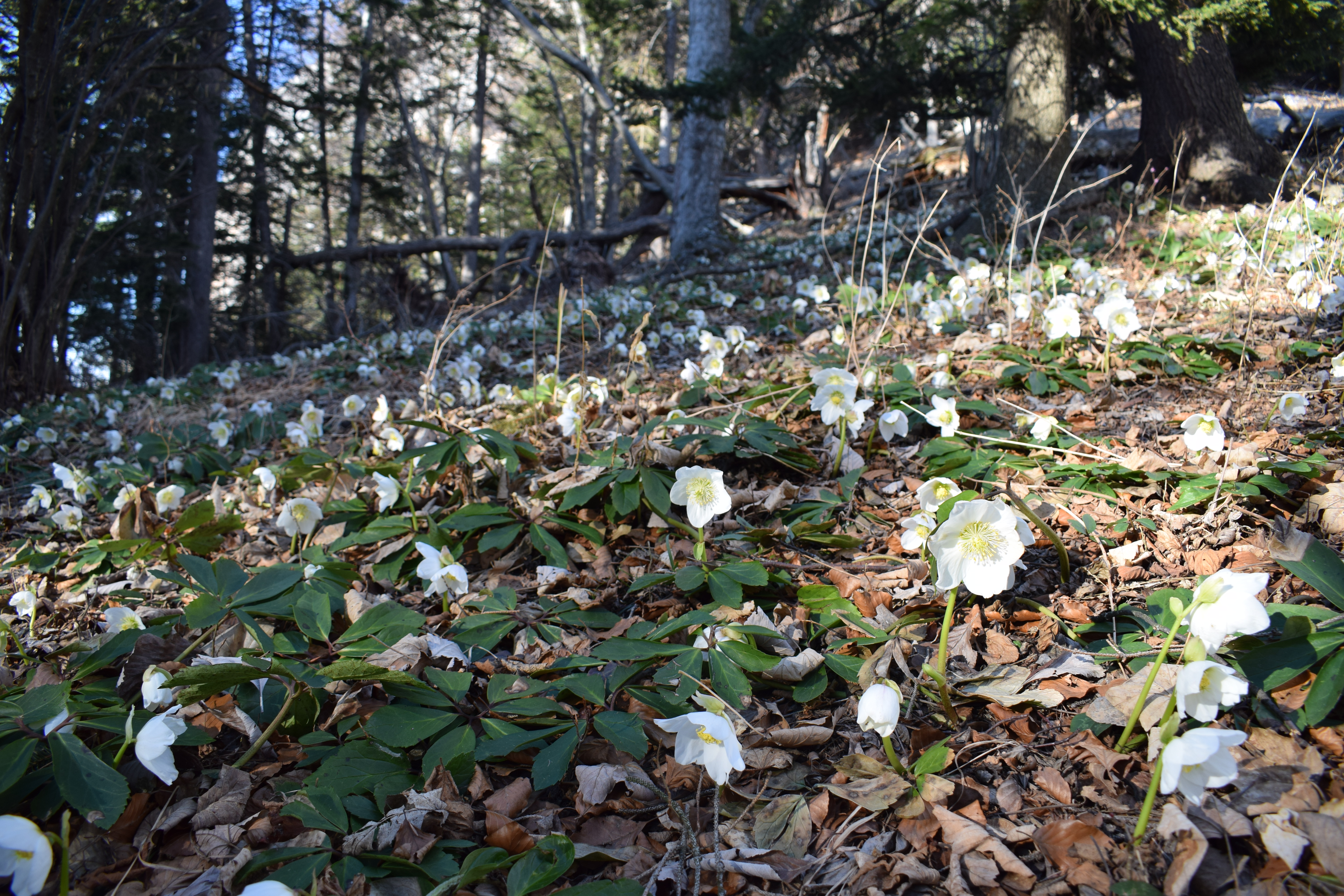
Ciemiernik biały

Ciemiernik (Helleborus L.) – rodzaj roślin należących do rodziny jaskrowatych (Ranunculaceae). Obejmuje 15 gatunków. W Europie Zachodniej, od Wysp Brytyjskich po Hiszpanię, występują dwa gatunki. Obszarem o największym zróżnicowaniu rodzaju jest Półwysep Bałkański, gdzie rośnie 8 gatunków ciemierników, a spośród nich niektóre sięgają do Kaukazu. W zachodnich Chinach występuje ciemiernik tybetański o izolowanym zasięgu. W Polsce jako rodzimy rośnie ciemiernik czerwonawy H. purpurascens, a jako introdukowany i już zadomowiony – ciemiernik zielony H. viridis.
Wiele gatunków ciemierników, mieszańców między nimi i odmian uprawnych uprawianych jest jako rośliny ozdobne, atrakcyjne ze względu na bardzo wczesne kwitnienie, często jeszcze w okresie zimowym. Wiele gatunków wykorzystywanych było od dawna w ziołolecznictwie oraz w homeopatii. W roślinach występują substancje czynne – saponiny steroidowe (np. helleboryna) oraz bufadienolidy (np. helebryna). O ile w homeopatii wykorzystywane bywają rozcieńczone preparaty z tych roślin, o tyle we współczesnej medycynie nie są one wykorzystywane.

## Morfologia
PokrójRośliny dorastające do 80 cm wysokości, z silnym kłączem.
LiścieGrube, skórzaste, nierzadko zimotrwałe, liście odziomkowe długoogonkowe, 7–12-sieczne lub dzielne, o odcinkach na brzegu mniej lub bardziej ząbkowanych.
KwiatyCzęsto zwisające, okazałe. Mają 5 trwałych, dużych i barwnych działek okwiatu, płatki zielone lub purpurowe, w liczbie 5–15 zredukowane do drobnych, rurkowatych, kubkowatych lub dwuwargowych miodników. Pręciki liczne. 2–15 słupków (najczęściej 5, natomiast u H. foetidus i H. dumentorum – 3) z górnymi zalążniami i długimi szyjkami.
OwoceWielonasienne mieszki z długimi dzióbkami, u niektórych gatunków nasiona zawierają białawe elajosomy.

## Biologia i ekologia
Byliny, geofity kłączowe. Kwiaty zapylane są przez owady, głównie pszczoły. Nasiona rozsiewane są u części gatunków przez mrówki. Rosną w widnych lasach i zaroślach. Wymagają zwykle gleb próchnicznych o odczynie obojętnym do zasadowego, tylko niektóre gatunki rosną na glebach kwaśnych. Zwykle rosną na glebach wilgotnych i w większości są odporne na mrozy sięgające do -15 °C.
Wszystkie gatunki są trujące. Zawierają toksyczne, w smaku piekące glikozydy bufadienolidowe – helleborynę i helleborydynę (stosowane też w medycynie). Po przełamaniu liście wydzielają silny, ostry zapach.

## Systematyka
Pozycja systematyczna
Rodzaj z podrodziny Ranunculoideae Arnott, rodziny jaskrowatych (Ranunculaceae) z rzędu jaskrowców (Ranunculales), należących do kladu dwuliściennych właściwych (eudicots). Reprezentuje monotypowe plemię Helleboreae.
Wykaz gatunków
- Helleborus argutifolius Viv. – ciemiernik korsykański
- Helleborus atrorubens Waldst. & Kit. – ciemiernik rdzawoczerwony
- Helleborus cyclophyllus (A.Braun) Boiss. – ciemiernik okrągłolistny
- Helleborus dumetorum Waldst. & Kit. ex Willd. – ciemiernik gajowy
- Helleborus foetidus L. – ciemiernik cuchnący
- Helleborus lividus Aiton – ciemiernik błękitnawy
- Helleborus × mucheri Rottenst.
- Helleborus multifidus Vis. – ciemiernik wielodzielny
- Helleborus niger L. – ciemiernik biały
- Helleborus odorus Waldst. & Kit. ex Willd. – ciemiernik wonny
- Helleborus orientalis Lam. – ciemiernik wschodni
- Helleborus purpurascens Waldst. & Kit. – ciemiernik czerwonawy
- Helleborus × tergestinus Starm. ex Rottenst.
- Helleborus thibetanus Franch. – ciemiernik tybetański
- Helleborus torquatus Archer-Hind – ciemiernik serbski
- Helleborus vesicarius Aucher ex Boiss.
- Helleborus viridis L. – ciemiernik zielony

## Zastosowanie
Rośliny ozdobneWiele gatunków jest uprawianych na rabatach jako rośliny ozdobne. Uprawiane są głównie ze względu na ładne kwiaty oraz fakt, że kwitną bardzo wczesną wiosną, a niektóre gatunki nawet w zimie. Ich kwiaty są dość trwałe, mogą więc być używane na kwiat cięty.
Rośliny leczniczeW Polsce (niegdyś w Bieszczadach) i na Słowacji ciemiernik purpurowy (H. purpurascens) stosowany był w medycynie ludowej w dolegliwościach sercowych. Ciemiernik kaukaski (sprzedawany pod rosyjską nazwą "moroznik") jest wykorzystywany jako lek oczyszczający organizm i wspomagający przy odchudzaniu. Ze względu na silne własności trujące stosowanie ciemiernika lub jego preparatów dopuszczalne jest tylko pod kontrolą lekarza.

## Uprawa
Ciemierniki najlepiej rosną na częściowo zacienionych stanowiskach, na przepuszczalnej, próchnicznej i stale wilgotnej ziemi. Rozmnaża się je przez nasiona wysiewane zaraz po ich zbiorze, gdyż szybko tracą one zdolność kiełkowania. Można też rozmnażać je przez podział silnie rozrośniętych kęp, najlepiej robić to również zaraz po przekwitnieniu. Po przekwitnieniu wskazane jest usuwanie kwiatostanów oraz ściółkowanie gleby kompostem. Rośliny bywają atakowane przez mszyce, zwalcza się je preparatami chemicznymi.

## Galeria

Ciemiernik wonny – detale kwiatu: pręciki, słupki, listki okwiatu, miodniki.
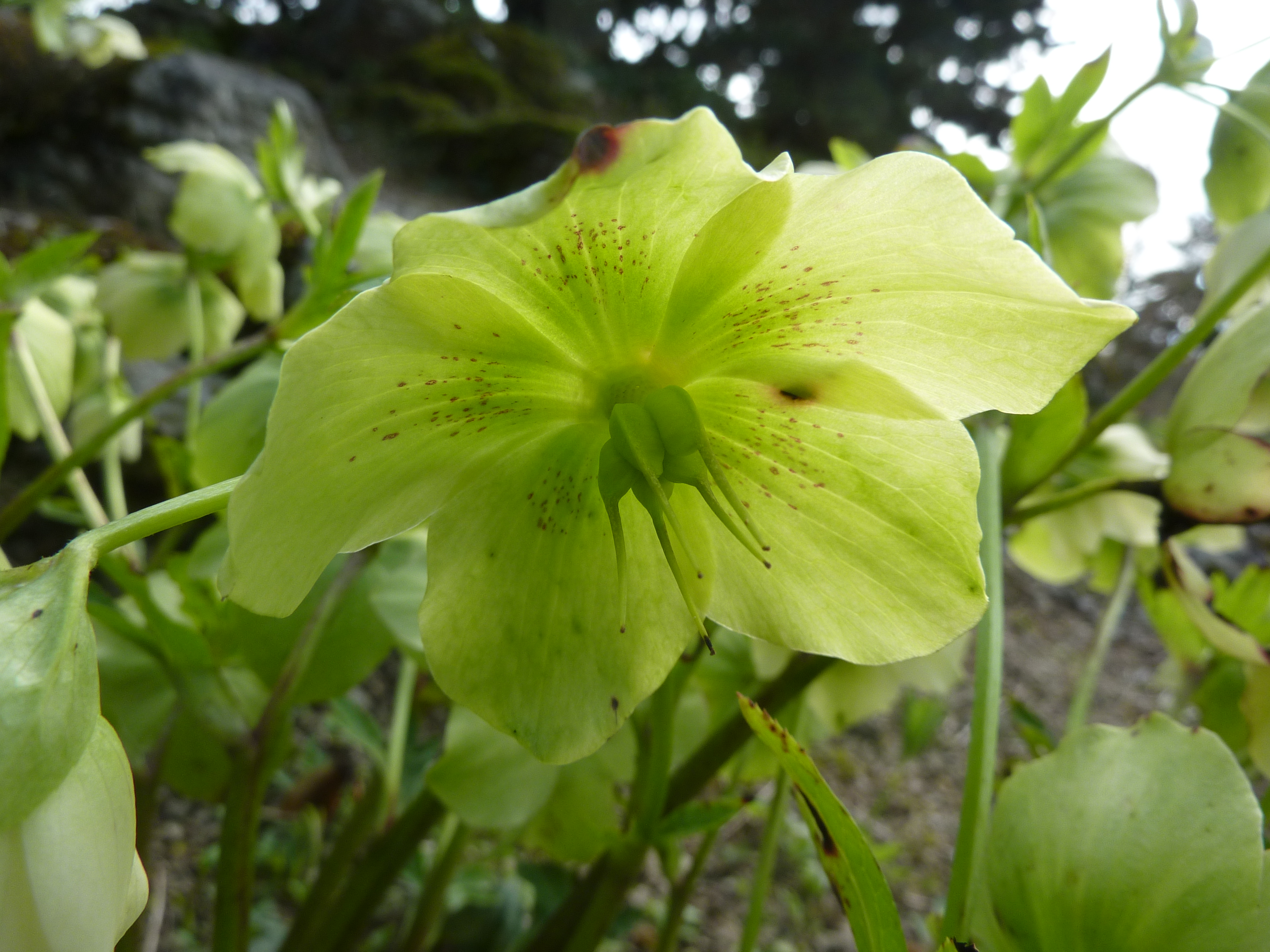
Przekwitły kwiat ciemiernika wonnego, w centrum dojrzewające mieszki.
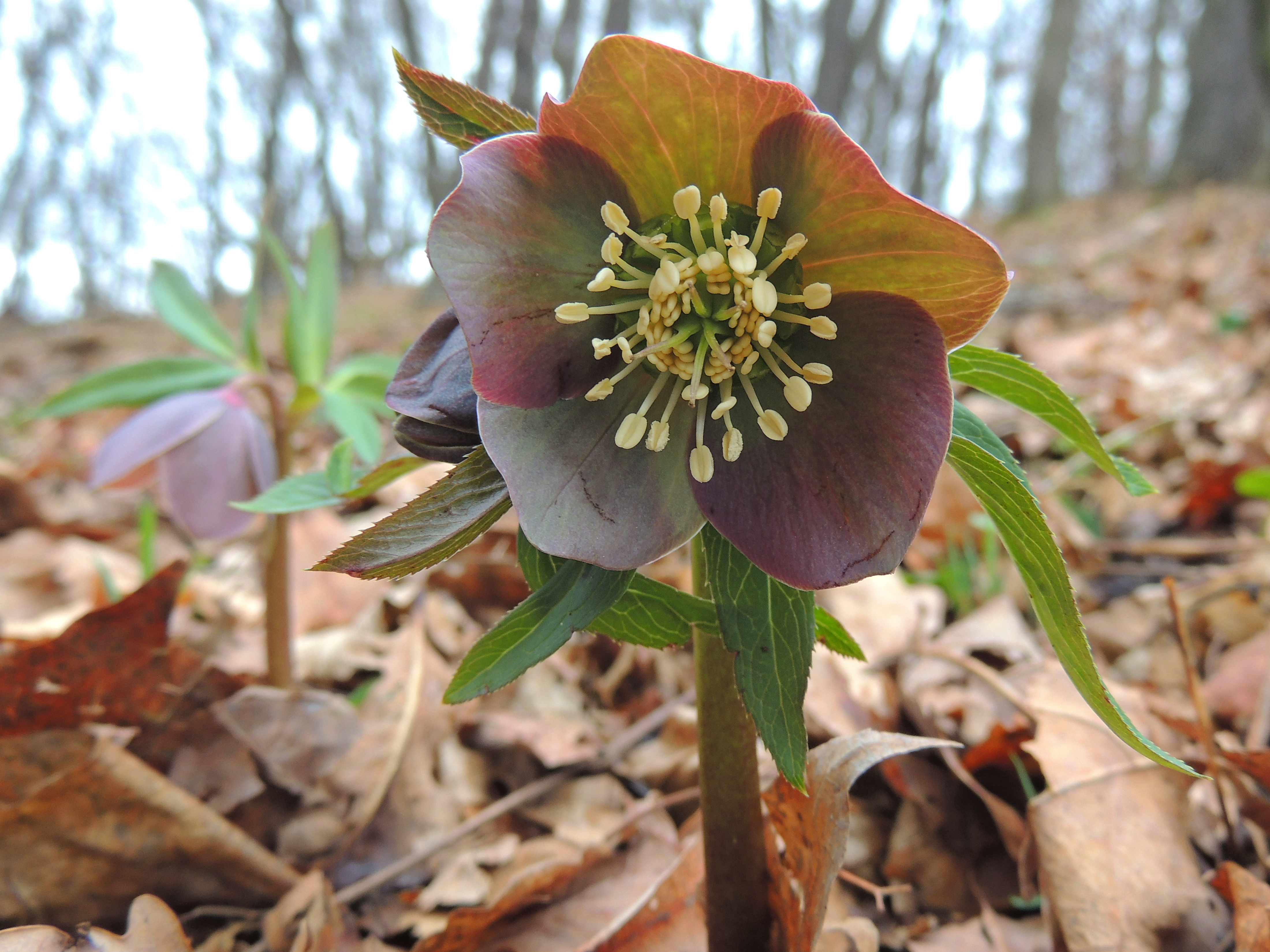
Kwiat ciemiernika purpurowego.
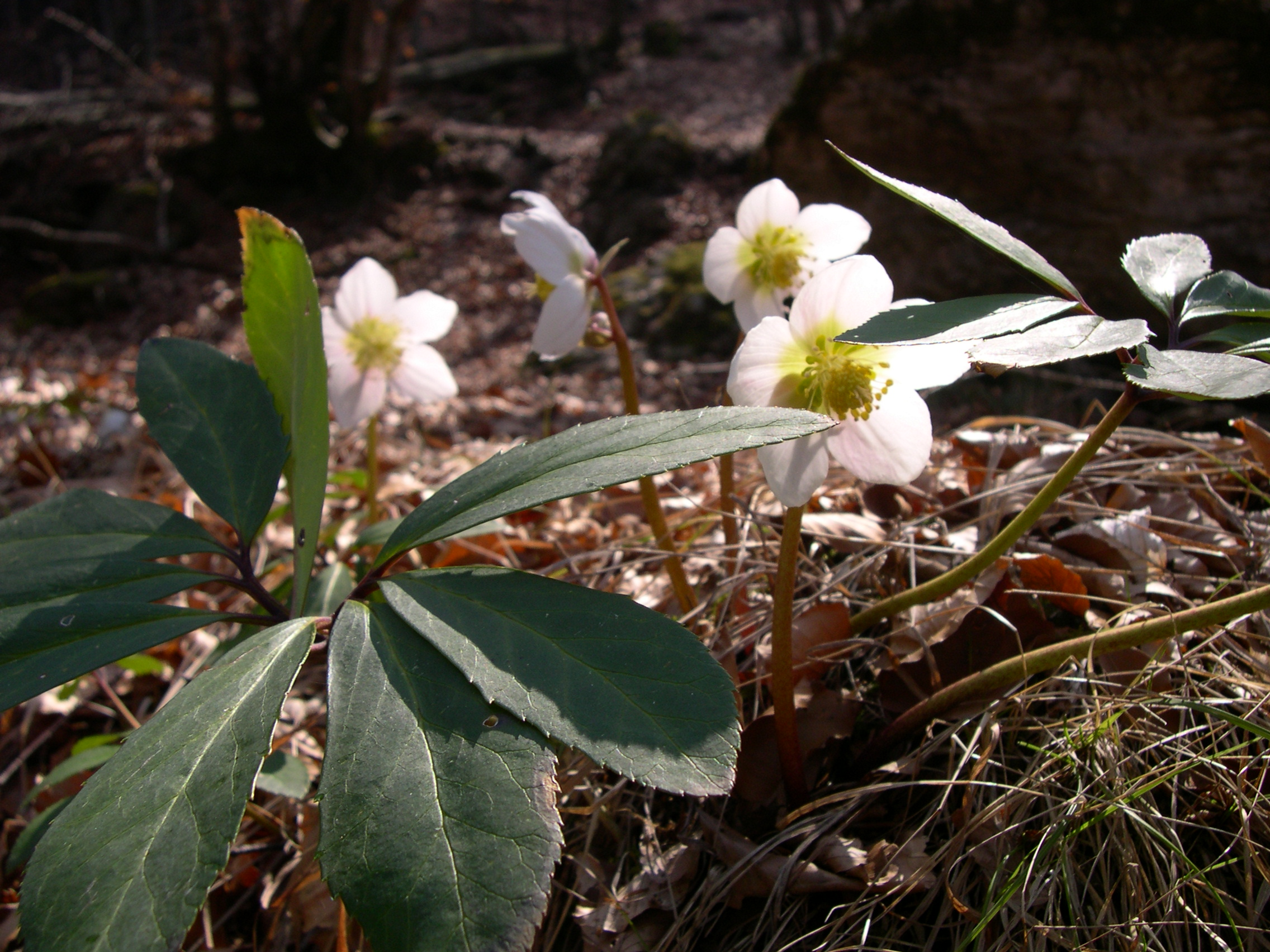
Ciemiernik biały
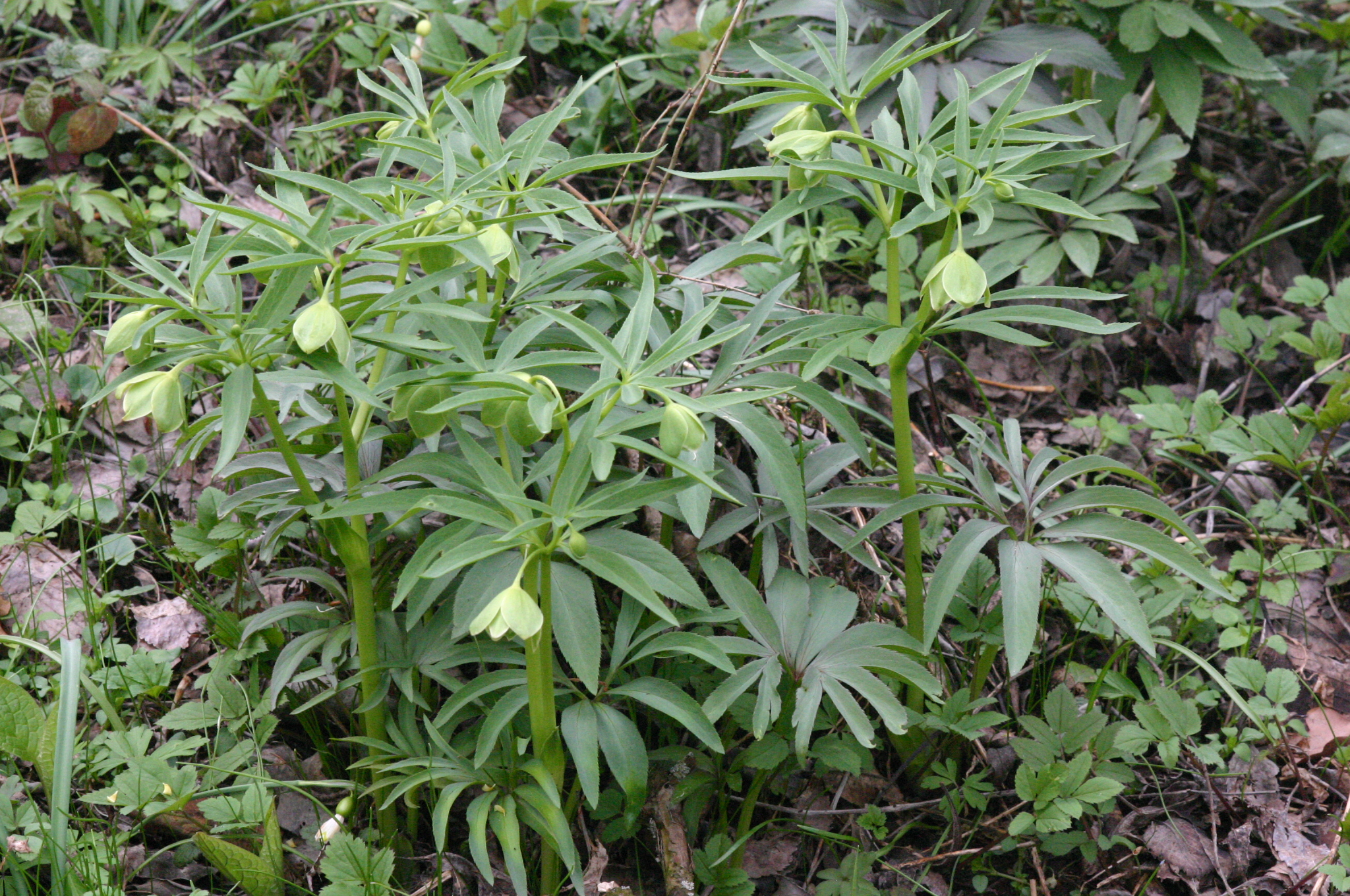
Ciemiernik gajowy
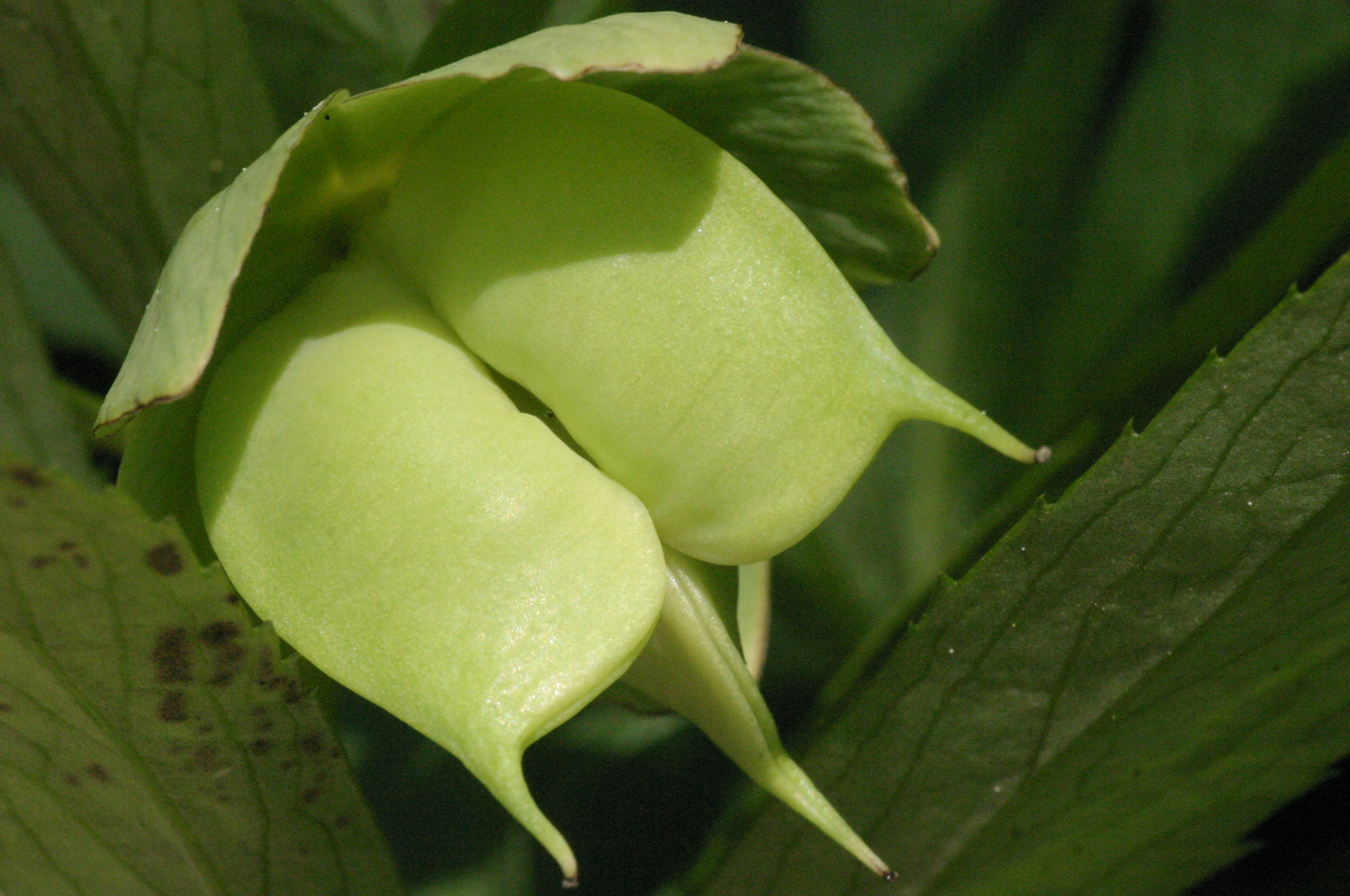
Owoce ciemiernika gajowego
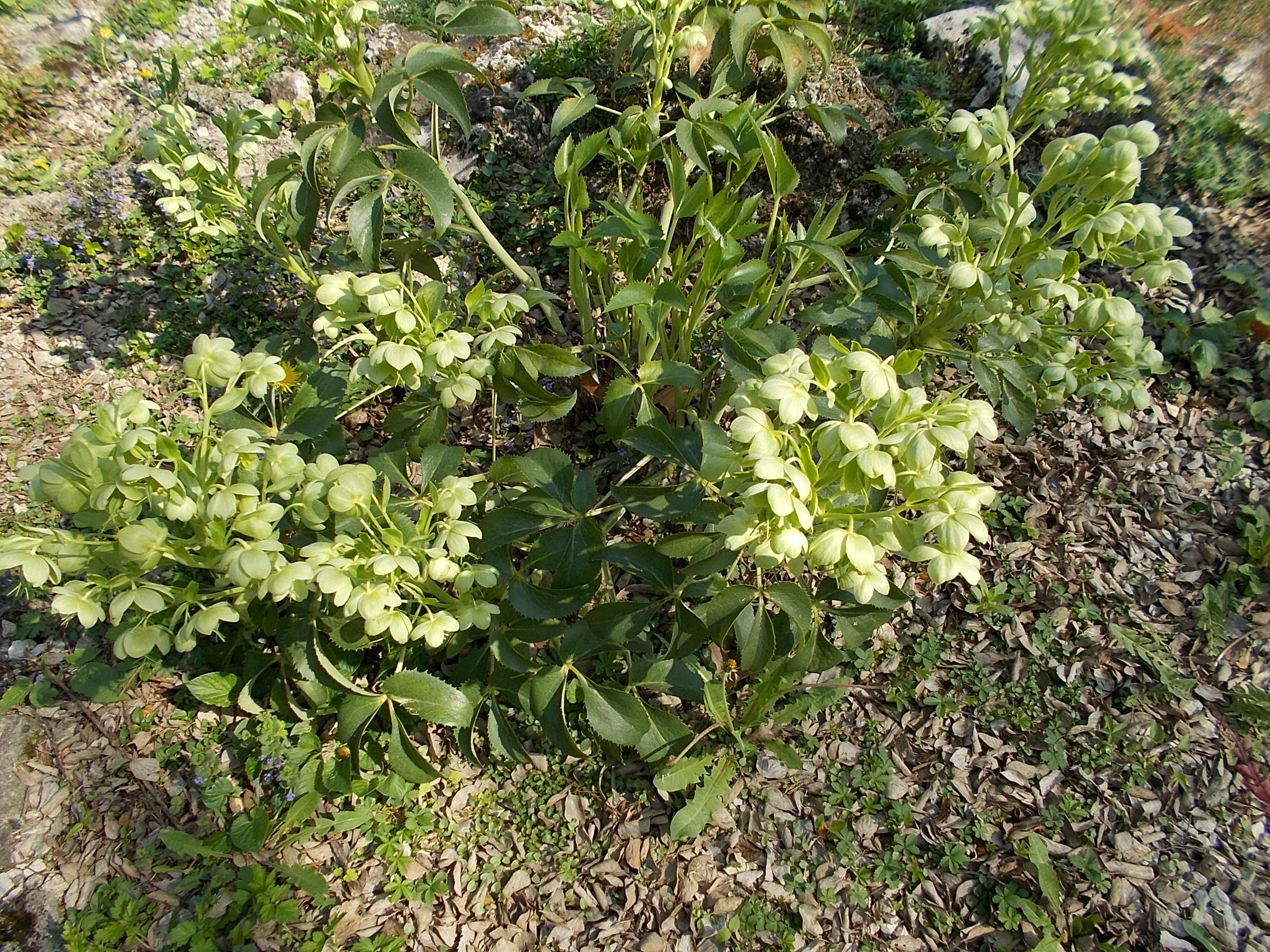
Kwitnący ciemiernik korsykański
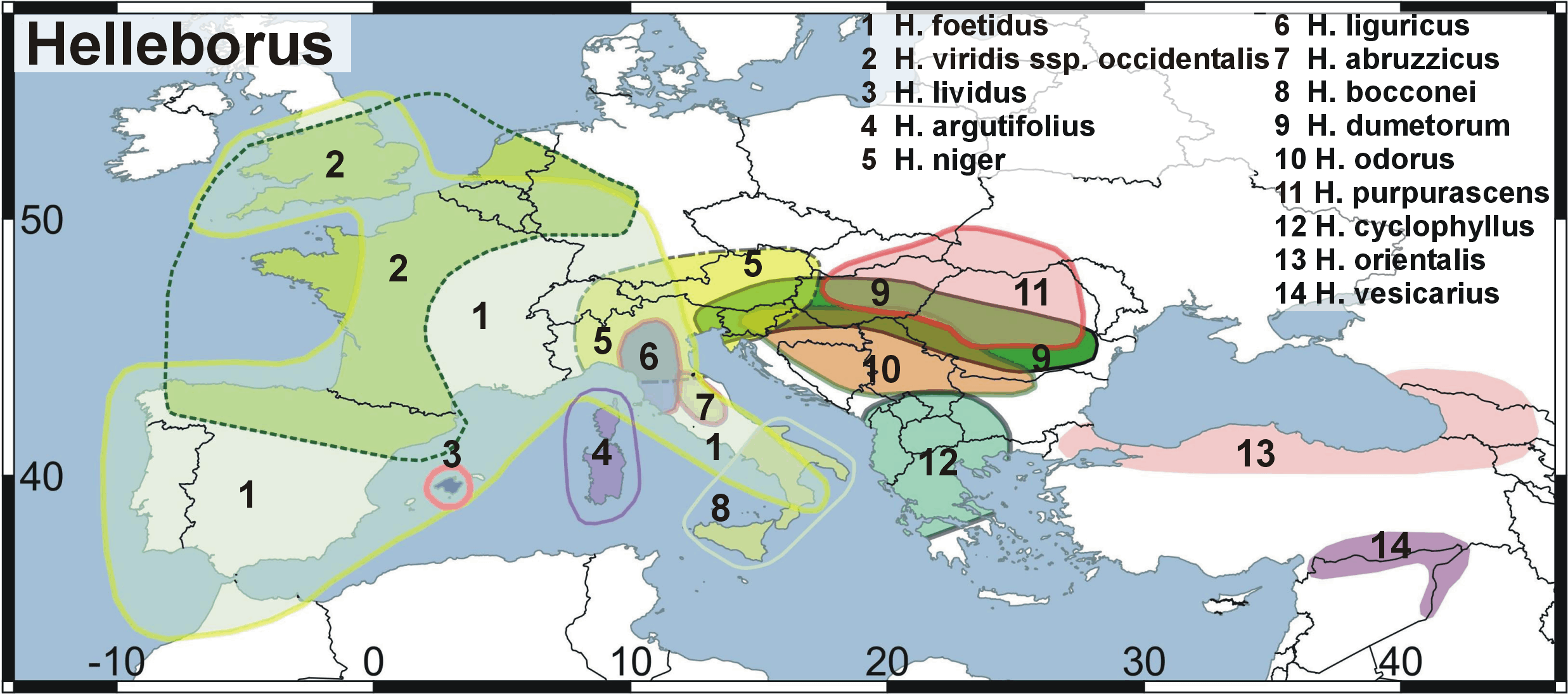
Zasięgi różnych gatunków ciemiernika.

## Obecność w kulturze
Ciemiernik pojawia się w dziele Sulpicjusza Sewera "Żywot św. Marcina" (rozdział 6,5) jako zioło, którym zatruł się św. Marcin podczas pobytu na wyspie Gallinaria. W polskim tłumaczeniu "Żywotu" ciemiernik występuje pod nazwą "ciemierzyca", jednak w łacińskim oryginale mowa jest o "helleborum", czyli ciemierniku.